# Stanisław J. Paprocki
Stanisław Józef Paprocki (ur. 5 maja 1895 w Warszawie, zm. 29 września 1976 w Londynie) – polski sowietolog.

## Życiorys
Urodził się w rodzinie Konstantego (ur. 1863) i Marii z Jeziorańskich (1866–1927). Ukończył 7 klas Szkoły Realnej im St. Staszica i klasę 8 IV Rządowego Gimnazjum Filologicznego w Warszawie. W latach 1906–1915 należał do Organizacji Młodzieży Narodowej (Związku Młodzieży Polskiej „Zet”). W latach 1915–1923 studiował na Wydziale Prawa Uniwersytetu Warszawskiego.
Podczas I wojny światowej, w latach 1915–1918, należał do Polskiej Organizacji Wojskowej. Od listopada 1918 do 1920 ochotniczo służył w Wojsku Polskim, uczestniczył w wojnie polsko-bolszewickiej oraz kierował wydziałem organizacyjnym Towarzystwa Straży Kresowej. W 1922 współtwórca Instytutu Badań Spraw Narodowościowych (sekretarz generalny od 1927), od 1922 przez dwa lata był naczelnikiem Wydziału Opieki nad Młodzieżą w Ministerstwie Pracy i Opieki Społecznej. W maju 1924 został redaktorem „Dziennika Berlińskiego”, a następnie kierował Wydziałem Prasowym Ministerstwa Spraw Wewnętrznych. W 1926 zainicjował, a następnie pełnił funkcję sekretarza Związku Naprawy Rzeczypospolitej. Od maja 1927 pełnił funkcję sekretarza generalnego Instytutu Badań Narodowościowych, które wydawało czasopismo Sprawy Narodowościowe, którego w latach 1927–1939 był redaktorem i dyrektorem naukowym. W grudniu 1935 powołano go na stanowisko dyrektora Biura Polityki Narodowościowej w Prezydium Rady Ministrów, należał do grona inicjatorów i organizatorów I Zjazdu Polaków z Zagranicy, który miał miejsce w lipcu 1929. Od 1928 do 1937 redagował równocześnie „Les Questions Minoritaires” oraz od 1934 był członkiem Prezydium Światowego Związku Polaków z Zagranicy. Członek władz Towarzystwa Rozwoju Ziem Wschodnich.
Na podporucznika został awansowany ze starszeństwem z dniem 1 lipca 1925 roku w korpusie oficerów rezerwy piechoty. W 1934 roku pozostawał w ewidencji Powiatowej Komendy Uzupełnień Warszawa Miasto III. Posiadał przydział do 71 pułku piechoty w Zambrowie.
We wrześniu 1939 przez Rumunię przedostał się do Francji, gdzie walczył w kampanii francuskiej w szeregach 1 pułku Grenadierów Warszawy. Po upadku Francji wyjechał do Hiszpanii, skąd udał się do Wielkiej Brytanii. Współpracownik Instytutu Wschodniego „Reduta” i Instytutu Badania Zagadnień Krajowych, gdzie pełnił funkcję sekretarza generalnego. W latach 1949–1951 redaktor pisma „Wschód Polski” (1949–1955) wydawanego przez Instytut Wschodni „Reduta”. Należał do grupy założycieli Ligi Niepodległości Polski oraz był członkiem Rady Narodowej. W latach 1952–1961 zajmował stanowisko redaktora naczelnego Biuletynu Prasy Krajowej w Radiu Wolna Europa, który ukazywał się w Monachium. Od 1966 był członkiem korespondentem Polskiego Towarzystwa Naukowego na Obczyźnie.

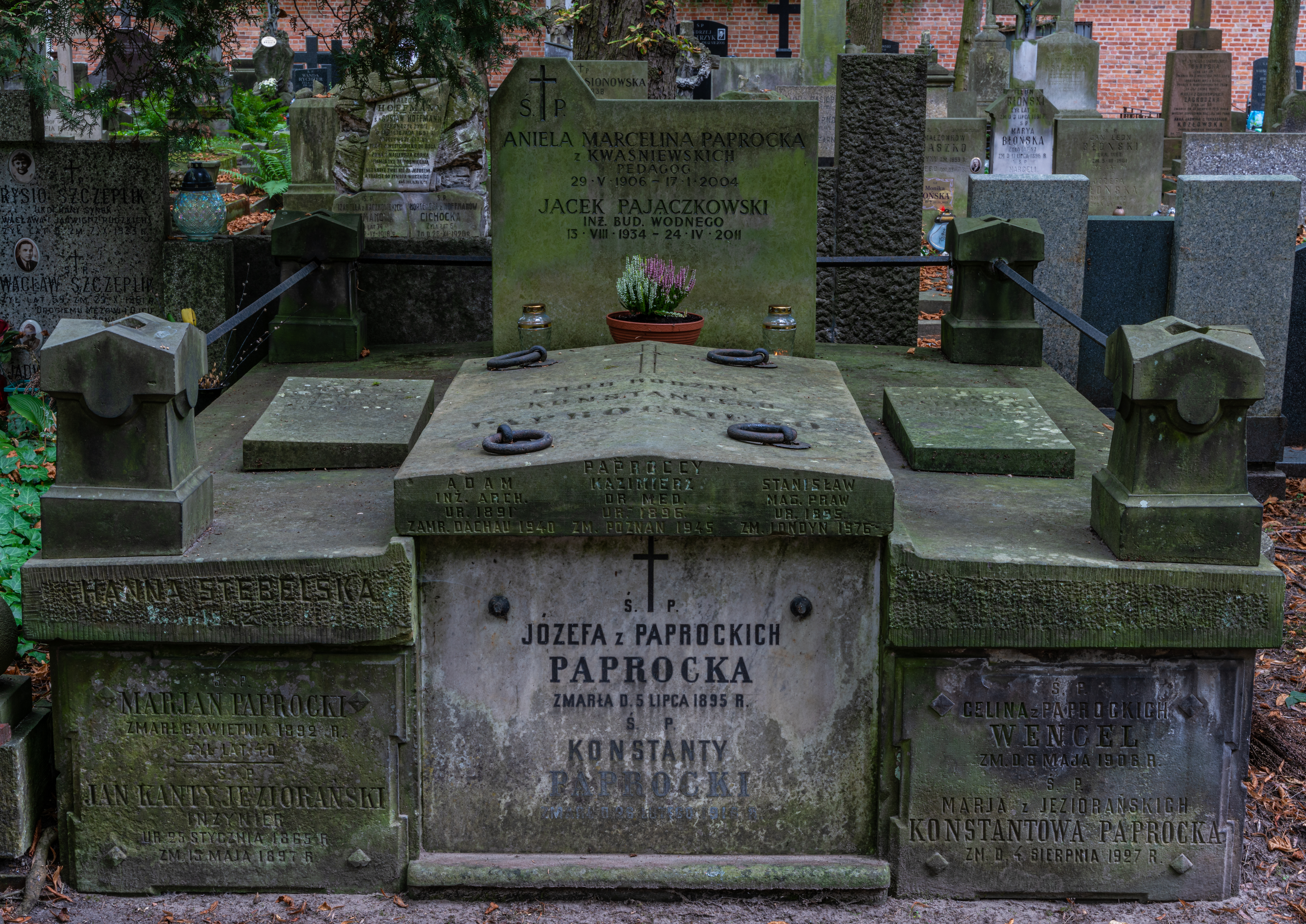
Grób Stanisława Paprockiego na Starych Powązkach

Został pochowany na cmentarzu Powązkowskim (kwatera 183-6-22,23).

## Ordery i odznaczenia
- Krzyż Niepodległości (12 marca 1931)[8]
- Krzyż Oficerski Orderu Odrodzenia Polski (10 listopada 1928)[9]
- Złoty Krzyż Zasługi (trzykrotnie: po raz trzeci 12 maja 1939[10])
- Medal Dziesięciolecia Odzyskanej Niepodległości[2]

## Publikacje
- Ś.p. Tadeusz Hołówko wobec problemów narodowościowych, Warszawa: Wydawnictwo Instytutu Badań Spraw Narodowościowych 1931.
- Sprawy mniejszościowe w Polsce: wykłady wygłoszone w dn. 16 i 17 października 1933 r. na Kursach Naukowych dla urzędników służby zagranicznej, Warszawa: Ministerstwo Spraw Zagranicznych 1933.
- La Pologne et le problème des minorités : recueil d'informations, Varsovie: Institut pour l'Étude des Questions Minoritaires 1935.
- Polen und das Minderheitenproblem : Informationen in Umrissen, Warszawa: Institut zur Erforschung der Minderheitsfragen, 1935
- Minority affairs and Poland: an informatory outline, ed. by S. J. Paprocki, Warsaw: Nationality Research Institut 1935.
- Narodowości Rzeczypospolitej wobec zgonu Józefa Piłsudskiego, Warszawa: Instytut Spraw Narodowościowych 1935.
- I Zjazd Naukowy Poświęcony Ziemiom Wschodnim w Warszawie 20 i 21 września 1936 r.: Polesie: (sprawozdanie i dyskusje), Warszawa: Komisja Naukowych Badań Ziem Wschodnich 1938.
- Kwestia ukraińska, Londyn: „Reduta” 1949.
- Struktura narodowościowa Z.S.R.R., Londyn: „Reduta” 1949.
- Stosunek PRL do emigracji, Londyn: Instytut Badania Zagadnień Krajowych 1965.
- Oblicze ideowe młodzieży w kraju: referat wygłoszony 2 grudnia 1967 r., Londyn: Stow. Pol. Kombatantów. Federacja Światowa. Biuro Studiów 1968.